# 史蒂夫·马莱
史蒂夫·马莱（法語：Steve Marlet，1974年1月10日—），法国前职业足球运动员，司职前锋，边锋，曾代表法國國家足球隊出战2001年及2003年国际足联联合会杯并夺得冠军。